# پسر بد (مجموعه تلویزیونی)
پسر بد (کره‌ای: 나쁜 남자) یک مجموعه تلویزیونی کره جنوبی سال ۲۰۱۰ با بازی کیم نام گیل، هان گا این، کیم جه ووک، اوه یون سو و جونگ سو مین است. این مجموعه به کارگردانی لی هیونگ مین است و از ۲۶ مه تا ۵ اوت ۲۰۱۰، روزهای چهارشنبه و پنجشنبه ساعت ۲۱:۵۵ (کی‌اس‌تی) از اس‌بی‌اس برای ۱۷ قسمت پخش شد.

## بازیگران

### اصلی
- کیم نام گیل در نقش شیم گون ووک[۷]
  - کانگ سو هان در نقش جوانی گون ووک
- هان گا این در نقش مون جه این[۸]
- کیم جه ووک در نقش هونگ ته سونگ[۷][۹][۱۰][۱۱]
  - پارک جون موک در نقش جوانی ته سونگ
- اوه یون سو در نقش هونگ ته را[۸][۱۲]
  - مون گا یونگ در نقش جوانی ته را
- جونگ سو مین در نقش هونگ مو نه[۱۳][۱۴]